# Pont de Bonlieu
Le pont de Bonlieu est un pont en arc français qui franchit la Tardes à Saint-Priest, dans la Creuse, en Nouvelle-Aquitaine. Il est inscrit monument historique depuis le 27 mars 1936.